# Borucino (Grande-Pologne)
Pour les articles homonymes, voir Borucino.
Borucino (prononciation : [bɔruˈt͡ɕinɔ]) est un village polonais de la gmina d'Okonek dans le powiat de Złotów de la voïvodie de Grande-Pologne dans le centre-ouest de la Pologne.
Il se situe à environ 7 kilomètres au sud-ouest d'Okonek (siège de la gmina), 22 kilomètres au nord-ouest de Złotów (siège du powiat), et à 121 kilomètres au nord de Poznań (capitale de la Grande-Pologne).
Le village possède une population de 500 habitants.

## Histoire
De 1975 à 1998, le village faisait partie du territoire de la voïvodie de Piła.

Depuis 1999, Borucino est situé dans la voïvodie de Grande-Pologne.